# Europees kampioenschap basketbal vrouwen 1980
Het 17e Europees kampioenschap basketbal vrouwen vond plaats van 19 tot 28 september 1980 in Joegoslavië. 14 nationale teams speelden in Maglaj, Bosanski Brod, Prijedor en Banja Luka om de Europese titel.

## Voorronde
Titelverdediger Sovjet-Unie en gastland Joegoslavië zijn automatisch geplaatst voor de hoofdronde, de overige 12 deelnemende landen zijn onderverdeeld in drie poules van vier landen. De top twee van elke poule plaatsten zich voor de hoofdronde, de overige landen speelden om de negende plaats.

### Groep A
| Datum        | Land      | Score   | Land      |
| ------------ | --------- | ------- | --------- |
| 19 september | Engeland  | 56 – 80 | Polen     |
| 19 september | Italië    | 59 – 62 | Hongarije |
| 20 september | Engeland  | 37 – 77 | Hongarije |
| 20 september | Polen     | 69 – 63 | Italië    |
| 21 september | Engeland  | 41 – 73 | Italië    |
| 21 september | Hongarije | 88 – 68 | Polen     |

| Groep A |           |             |             |             |            |            |            |        |
| #       | Land      | Wedstrijden | Wedstrijden | Wedstrijden | Doelpunten | Doelpunten | Doelpunten | Punten |
| #       | Land      | G           | W           | V           | V          | T          | Saldo      | Punten |
| 1       | Hongarije | 3           | 3           | 0           | 227        | 164        | +63        | 6      |
| 2       | Polen     | 3           | 2           | 1           | 217        | 207        | +10        | 5      |
| 3       | Italië    | 3           | 1           | 2           | 195        | 172        | +23        | 4      |
| 4       | Engeland  | 3           | 0           | 3           | 134        | 230        | -96        | 3      |

### Groep B
| Datum        | Land      | Score   | Land      |
| ------------ | --------- | ------- | --------- |
| 19 september | Nederland | 53 – 49 | Frankrijk |
| 19 september | Finland   | 64 – 78 | Roemenië  |
| 20 september | Nederland | 71 – 53 | Roemenië  |
| 20 september | Frankrijk | 76 – 67 | Finland   |
| 21 september | Nederland | 72 – 55 | Finland   |
| 21 september | Roemenië  | 66 – 51 | Frankrijk |

| Groep B |           |             |             |             |            |            |            |        |
| #       | Land      | Wedstrijden | Wedstrijden | Wedstrijden | Doelpunten | Doelpunten | Doelpunten | Punten |
| #       | Land      | G           | W           | V           | V          | T          | Saldo      | Punten |
| 1       | Nederland | 3           | 3           | 0           | 196        | 157        | +39        | 6      |
| 2       | Roemenië  | 3           | 2           | 1           | 197        | 186        | +11        | 5      |
| 3       | Frankrijk | 3           | 1           | 2           | 176        | 186        | -10        | 4      |
| 4       | Finland   | 3           | 0           | 3           | 186        | 226        | -40        | 3      |

### Groep C
| Datum        | Land              | Score    | Land              |
| ------------ | ----------------- | -------- | ----------------- |
| 19 september | België            | 45 – 110 | Tsjecho-Slowakije |
| 19 september | Bulgarije         | 88 – 47  | Spanje            |
| 20 september | België            | 67 – 88  | Spanje            |
| 20 september | Tsjecho-Slowakije | 72 – 59  | Bulgarije         |
| 21 september | België            | 61 – 94  | Bulgarije         |
| 21 september | Spanje            | 65 – 89  | Tsjecho-Slowakije |

| Groep C |                   |             |             |             |            |            |            |        |
| #       | Land              | Wedstrijden | Wedstrijden | Wedstrijden | Doelpunten | Doelpunten | Doelpunten | Punten |
| #       | Land              | G           | W           | V           | V          | T          | Saldo      | Punten |
| 1       | Tsjecho-Slowakije | 3           | 3           | 0           | 271        | 169        | +102       | 6      |
| 2       | Bulgarije         | 3           | 2           | 1           | 241        | 180        | +61        | 5      |
| 3       | Spanje            | 3           | 1           | 2           | 200        | 244        | -44        | 4      |
| 4       | België            | 3           | 0           | 3           | 173        | 292        | -119       | 3      |

## Hoofdronde

### Groep A
| Datum        | Land        | Score    | Land        |
| ------------ | ----------- | -------- | ----------- |
| 23 september | Polen       | 76 – 66  | Bulgarije   |
| 23 september | Nederland   | 43 – 105 | Sovjet-Unie |
| 24 september | Bulgarije   | 81 – 83  | Nederland   |
| 24 september | Polen       | 40 – 94  | Sovjet-Unie |
| 25 september | Sovjet-Unie | 119 – 63 | Bulgarije   |
| 25 september | Polen       | 71 – 45  | Nederland   |

| Groep A |             |             |             |             |            |            |            |        |
| #       | Land        | Wedstrijden | Wedstrijden | Wedstrijden | Doelpunten | Doelpunten | Doelpunten | Punten |
| #       | Land        | G           | W           | V           | V          | T          | Saldo      | Punten |
| 1       | Sovjet-Unie | 3           | 3           | 0           | 318        | 146        | +172       | 6      |
| 2       | Polen       | 3           | 2           | 1           | 187        | 205        | -18        | 5      |
| 3       | Nederland   | 3           | 1           | 2           | 171        | 257        | -86        | 4      |
| 4       | Bulgarije   | 3           | 0           | 3           | 210        | 278        | -68        | 3      |

### Groep B
| Datum        | Land              | Score   | Land        |
| ------------ | ----------------- | ------- | ----------- |
| 23 september | Tsjecho-Slowakije | 78 – 61 | Roemenië    |
| 23 september | Hongarije         | 79 – 59 | Joegoslavië |
| 24 september | Tsjecho-Slowakije | 67 – 80 | Joegoslavië |
| 24 september | Roemenië          | 69 – 59 | Hongarije   |
| 25 september | Joegoslavië       | 78 – 53 | Roemenië    |
| 25 september | Tsjecho-Slowakije | 77 – 70 | Hongarije   |

| Groep B |                   |             |             |             |            |            |            |        |
| #       | Land              | Wedstrijden | Wedstrijden | Wedstrijden | Doelpunten | Doelpunten | Doelpunten | Punten |
| #       | Land              | G           | W           | V           | V          | T          | Saldo      | Punten |
| 1       | Joegoslavië       | 3           | 3           | 0           | 217        | 199        | +18        | 6      |
| 2       | Tsjecho-Slowakije | 3           | 2           | 1           | 222        | 211        | +11        | 5      |
| 3       | Roemenië          | 3           | 1           | 2           | 183        | 215        | -32        | 4      |
| 4       | Hongarije         | 3           | 0           | 3           | 208        | 205        | +3         | 3      |

## Plaatsingswedstrijden 9e-14e plaats
Onderlinge resultaten uit de voorronde telden mee voor de plaatsingsronde.

### Groep X
| Datum        | Land      | Score   | Land      |
| ------------ | --------- | ------- | --------- |
| 23 september | Spanje    | 84 – 71 | Finland   |
| 23 september | België    | 62 – 56 | Engeland  |
| 23 september | Frankrijk | 46 – 64 | Italië    |
| 24 september | België    | 49 – 66 | Frankrijk |
| 24 september | Finland   | 44 – 80 | Italië    |
| 24 september | Spanje    | 76 – 43 | Engeland  |
| 26 september | Engeland  | 67 – 68 | Frankrijk |
| 26 september | Spanje    | 56 – 74 | Italië    |
| 26 september | Finland   | 87 – 43 | België    |
| 27 september | Engeland  | 74 – 90 | Finland   |
| 27 september | Italië    | 79 – 59 | België    |
| 27 september | Spanje    | 75 – 55 | Frankrijk |

| Groep X |           |             |             |             |            |            |            |        |
| #       | Land      | Wedstrijden | Wedstrijden | Wedstrijden | Doelpunten | Doelpunten | Doelpunten | Punten |
| #       | Land      | G           | W           | V           | V          | T          | Saldo      | Punten |
| 9       | Italië    | 5           | 5           | 0           | 370        | 246        | +124       | 10     |
| 10      | Spanje    | 5           | 4           | 1           | 379        | 310        | +69        | 9      |
| 11      | Frankrijk | 5           | 3           | 2           | 311        | 322        | -11        | 8      |
| 12      | Finland   | 5           | 2           | 3           | 359        | 357        | +2         | 7      |
| 13      | België    | 5           | 1           | 4           | 280        | 376        | -96        | 6      |
| 14      | Engeland  | 5           | 0           | 5           | 281        | 369        | -88        | 5      |

## Plaatsingswedstrijden 5e-8e plaats
| Datum                | Land      | Score   | Land      |
| -------------------- | --------- | ------- | --------- |
| 27 september         | Nederland | 64 – 61 | Hongarije |
| 27 september         | Roemenië  | 52 – 60 | Bulgarije |
| 28 sept. (7e plaats) | Roemenië  | 71 – 81 | Hongarije |
| 28 sept. (5e plaats) | Nederland | 38 – 71 | Bulgarije |

## Halve finales
| Datum        | Land        | Score   | Land              |
| ------------ | ----------- | ------- | ----------------- |
| 27 september | Joegoslavië | 72 – 79 | Polen             |
| 27 september | Sovjet-Unie | 94 – 62 | Tsjecho-Slowakije |

## Bronzen finale
| Datum        | Land              | Score   | Land        |
| ------------ | ----------------- | ------- | ----------- |
| 28 september | Tsjecho-Slowakije | 57 – 61 | Joegoslavië |

## Finale
| Datum        | Land  | Score   | Land        |
| ------------ | ----- | ------- | ----------- |
| 20 september | Polen | 49 – 95 | Sovjet-Unie |

## Eindrangschikking
| Goud   | Sovjet-Unie       |
| Zilver | Polen             |
| Brons  | Joegoslavië       |
| 4      | Tsjecho-Slowakije |
| 5      | Bulgarije         |
| 6      | Nederland         |
| 7      | Hongarije         |

| 8  | Roemenië  |
| 9  | Italië    |
| 10 | Spanje    |
| 11 | Frankrijk |
| 12 | Finland   |
| 13 | België    |
| 14 | Engeland  |

1938 · 
1950 · 
1952 · 
1954 · 
1956 · 
1958 · 
1960 · 
1962 · 
1964 · 
1966 · 
1968 · 
1970 · 
1972 · 
1974 · 
1976 · 
1978 · 
1980 · 
1981 · 
1983 · 
1985 · 
1987 · 
1989 · 
1991 · 
1993 · 
1995 · 
1997 · 
1999 · 
2001 · 
2003 · 
2005 · 
2007 · 
2009 · 
2011 · 
2013 · 
2015 · 
2017 · 
2019 · 
2021 · 
2023